# Dawes (kráter na Měsíci)

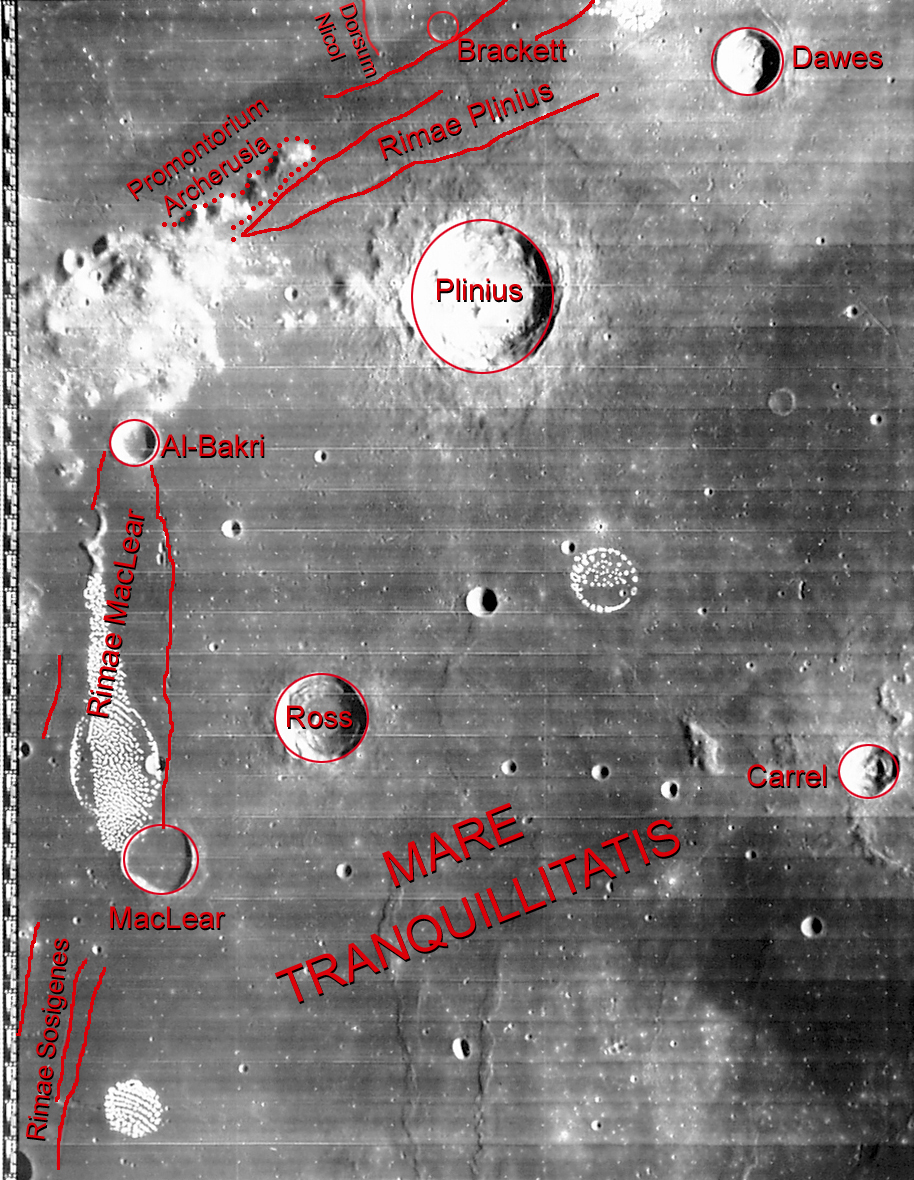
Poloha kráteru Dawes

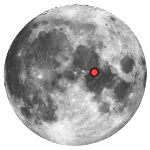
Poloha kráteru Dawes na Měsíci

Dawes je kráter o průměru 18 km nacházející se na rozhraní Mare Serenitatis (Moře jasu) na severu a Mare Tranquillitatis (Moře klidu) na jihu na přivrácené straně Měsíce. Jedná se o pravidelný kruhovitý impaktní kráter s ostrým terasovitým okrajovým valem. Je pojmenován podle anglického astronoma a lékaře Williama Ruttera Dawese.
Západně se táhne soustava brázd Rimae Plinius pojmenovaná podle kráteru Plinius, který se nachází jihozápadně od Dawese. Severovýchodně lze nalézt horský masiv Mons Argaeus s blízkým lávou zatopeným kráterem Abetti.